# Saubraz
Saubraz ist eine politische Gemeinde im Distrikt Morges des Kantons Waadt in der Schweiz.

## Geographie
Saubraz liegt auf 687 m ü. M., 13 km westlich der Bezirkshauptstadt Morges (Luftlinie). Das Bauerndorf erstreckt sich auf einem Plateau am Jurafuss zwischen den Taleinschnitten von Saubrette im Süden und Toleure im Norden.
Die Fläche des 3,7 km² grossen Gemeindegebiets umfasst einen Abschnitt des Jurafussplateaus. Der Bach Saubrette und sein linker Zufluss Toleure entwässern das Gebiet nach Osten zur Aubonne. Die nördliche Grenze bildet der Toleure. Zwischen den beiden Bächen befindet sich das Hochplateau von Saubraz, das nach Nordwesten allmählich gegen den Jura ansteigt. Am Ostfuss des Mont Chaubert wird mit 810 m ü. M. der höchste Punkt von Saubraz erreicht. Südlich der Saubrette reicht der Gemeindeboden auf das Plateau von Ursins mit dem Waldgebiet Bois des Ursins. Von der Gemeindefläche entfielen 1997 7 % auf Siedlungen, 44 % auf Wald und Gehölze, 48 % auf Landwirtschaft und etwas weniger als 1 % war unproduktives Land.
Zu Saubraz gehören einige Einzelhöfe. Die Nachbargemeinden von Saubraz sind im Süden und Westen Gimel, im Südosten Aubonne und im Norden und Nordosten Bière.

## Bevölkerung
Mit 449 Einwohnern (Stand 31. Dezember 2023) gehört Saubraz zu den kleinen Gemeinden des Kantons Waadt. Von den Bewohnern sind 90,4 % französischsprachig, 4,6 % deutschsprachig und 3,5 % portugiesischsprachig (Stand 2000). Die Bevölkerungszahl von Saubraz belief sich 1900 noch auf 267 Einwohner. Nachdem die Bevölkerung bis 1970 auf 157 Einwohner abgenommen hatte, folgte bis 1980 wieder eine Zunahme auf 210 Einwohner. Seither blieb die Einwohnerzahl auf konstantem Niveau.

## Wirtschaft
Saubraz war bis in die zweite Hälfte des 20. Jahrhunderts ein vorwiegend durch die Landwirtschaft geprägtes Dorf. Noch heute spielt die Landwirtschaft als Erwerbszweig der Bevölkerung eine wichtige Rolle, wobei Viehzucht und Milchwirtschaft gegenüber dem Ackerbau dominieren. Weitere Arbeitsplätze sind im lokalen Kleingewerbe und im Dienstleistungssektor vorhanden. Da sich das Dorf in den letzten Jahrzehnten immer mehr zur Wohngemeinde entwickelt hat, sind zahlreiche Erwerbstätige Wegpendler, die ihrer Arbeit in den benachbarten Orten Gimel und Bière sowie in den grösseren Gemeinden entlang des Genfersees nachgehen.

## Verkehr
Die Gemeinde liegt abseits der grösseren Durchgangsstrassen, die Hauptzufahrt erfolgt von Aubonne. Durch den Postautokurs, der von Gimel via Bière nach L’Isle verkehrt, ist Saubraz an das Netz des öffentlichen Verkehrs angebunden.

## Geschichte
Die erste urkundliche Erwähnung des Ortes erfolgte 1237 unter den Namen Sabrun und Salbrum, 1251 erschien die Bezeichnung Saubra. Der Ort entstand um eine Kirche, die zur Prämonstratenserabtei Lac-de-Joux (L’Abbaye) gehörte und 1251 niederbrannte. Später kam Saubraz an die Herren von Aubonne. Seit der Eroberung der Waadt durch Bern im Jahr 1536 teilte Saubraz die Geschicke von Aubonne und kam 1701 an die Landvogtei Aubonne. Nach dem Zusammenbruch des Ancien Régime gehörte das Dorf von 1798 bis 1803 während der Helvetik zum Kanton Léman, der anschliessend mit der Inkraftsetzung der Mediationsverfassung im Kanton Waadt aufging. 1798 wurde es dem Bezirk Aubonne zugeteilt.
Die auf den Ruinen der mittelalterlichen Kirche erbaute Kapelle wurde 1899 beim Bau des Schulhauses abgetragen. Heute gehört Saubraz zur Pfarrei Gimel.